# Princesa Oliveros
Princesa Oliveros, född 10 augusti 1975, är en friidrottare från Colombia. Hon deltog vid olympiska sommarspelen 2012.